# Cerfontaine (Nord)
Pour les articles homonymes, voir Cerfontaine.
Cerfontaine est une commune française située dans le département du Nord, en région Hauts-de-France.

## Géographie

### Situation

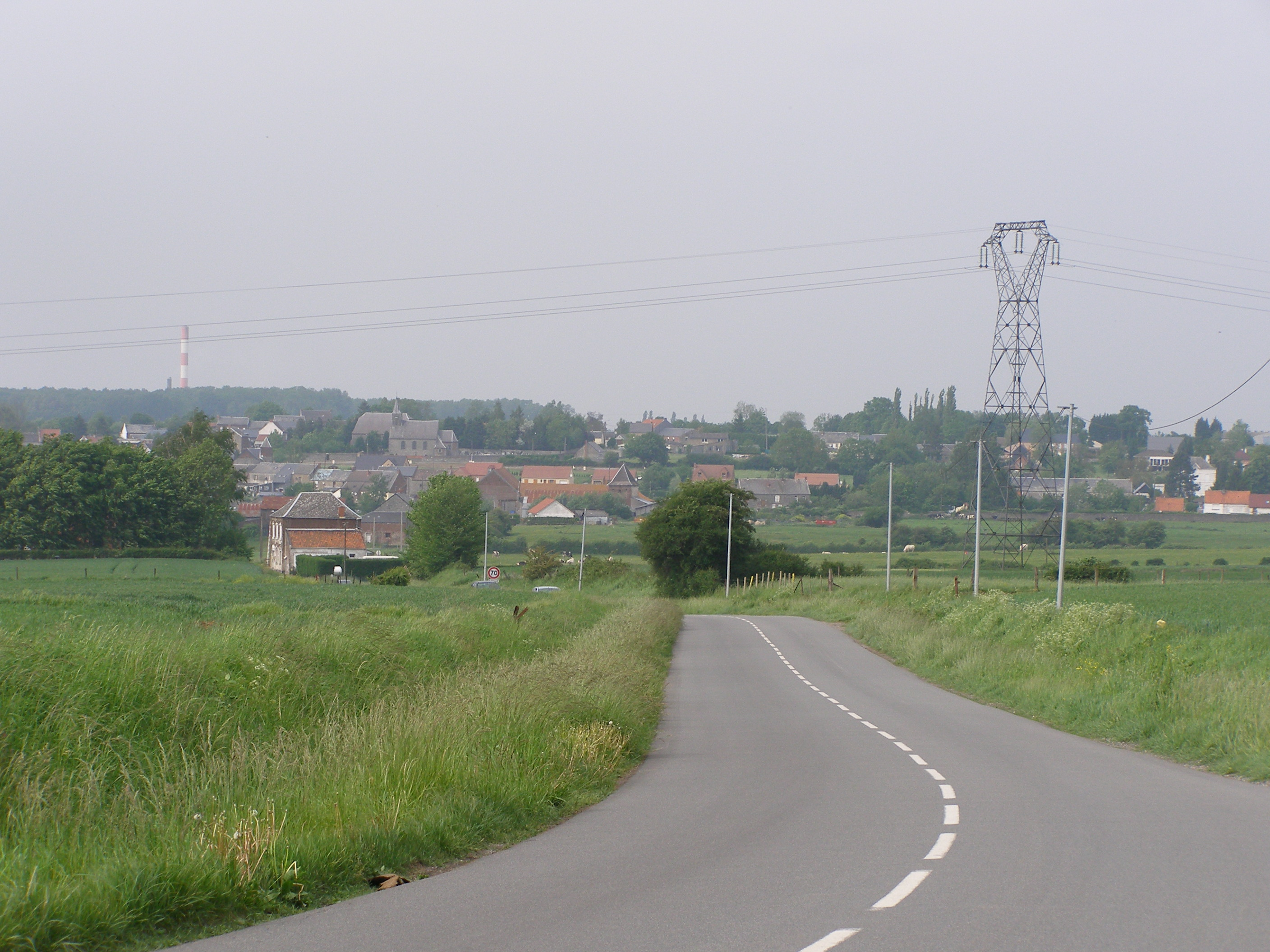
Vue d'ensemble

Cerfontaine est une petite commune située sur la partie la plus culminante du plateau compris entre la Sambre, la Solre et l'Escrière, sur la D936 presque à mi-chemin entre Maubeuge et la frontière franco-belge. Le fort de Cerfontaine se trouve sur la commune de Colleret.

### Communes limitrophes
| Rousies            |                    | Recquignies |
| Ferrière-la-Grande | Cerfontaine        | Colleret    |
|                    | Ferrière-la-Petite |             |

### Hydrographie

#### Réseau hydrographique
La commune est située dans le bassin Artois-Picardie. Elle est drainée par le Blanc Rieu,.

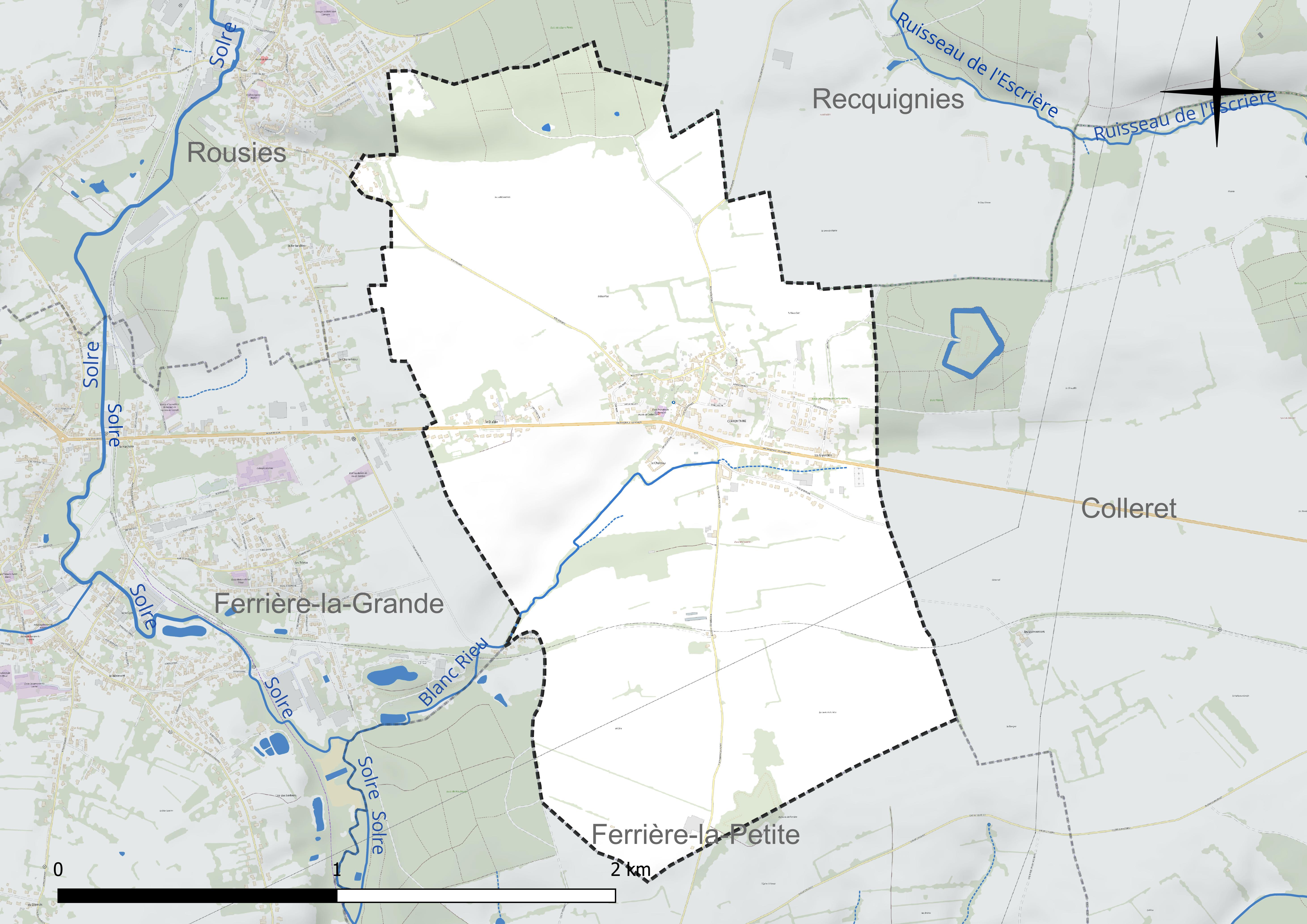
Réseau hydrographique de Cerfontaine.

#### Gestion et qualité des eaux
Le territoire communal est couvert par le schéma d'aménagement et de gestion des eaux (SAGE) « Sambre ». Ce document de planification concerne un territoire de 1 253 km2 de superficie, délimité par le bassin versant de la Sambre. Le périmètre a été arrêté le 1er novembre 2003 et le SAGE proprement dit a été approuvé le 21 septembre 2012, puis modifié le 18 août 2022. La structure porteuse de l'élaboration et de la mise en œuvre est le syndicat mixte du Parc naturel régional de l'Avesnois. 
La qualité des cours d'eau peut être consultée sur un site dédié géré par les agences de l'eau et l'Agence française pour la biodiversité. 

### Climat
Pour des articles plus généraux, voir Climat des Hauts-de-France et Climat du Nord.
En 2010, le climat de la commune est de type climat des marges montargnardes, selon une étude du CNRS s'appuyant sur une série de données couvrant la période 1971-2000. En 2020, Météo-France publie une typologie des climats de la France métropolitaine dans laquelle la commune est exposée à un climat océanique altéré et est dans la région climatique  Nord-est du bassin Parisien, caractérisée par un ensoleillement médiocre, une pluviométrie moyenne régulièrement répartie au cours de l'année et un hiver froid (3 °C). 
Pour la période 1971-2000, la température annuelle moyenne est de 9,7 °C, avec une amplitude thermique annuelle de 15,4 °C. Le cumul annuel moyen de précipitations est de 889 mm, avec 12,6 jours de précipitations en janvier et 9,3 jours en juillet. Pour la période 1991-2020, la température moyenne annuelle observée sur la station météorologique la plus proche, située sur la commune de Saint-Hilaire-sur-Helpe à 17 km à vol d'oiseau, est de 10,5 °C et le cumul annuel moyen de précipitations est de 802,4 mm,. Pour l'avenir, les paramètres climatiques de la commune estimés pour 2050 selon différents scénarios d'émission de gaz à effet de serre sont consultables sur un site dédié publié par Météo-France en novembre 2022.

## Urbanisme

### Typologie
Au 1er janvier 2024, Cerfontaine est catégorisée ceinture urbaine, selon la nouvelle grille communale de densité à sept niveaux définie par l'Insee en 2022.
Elle est située hors unité urbaine. Par ailleurs la commune fait partie de l'aire d'attraction de Maubeuge (partie française), dont elle est une commune de la couronne,. Cette aire, qui regroupe 65 communes, est catégorisée dans les aires de 50 000 à moins de 200 000 habitants,.

### Occupation des sols
L'occupation des sols de la commune, telle qu'elle ressort de la base de données européenne d'occupation biophysique des sols Corine Land Cover (CLC), est marquée par l'importance des territoires agricoles (81,2 % en 2018), une proportion sensiblement équivalente à celle de 1990 (81,6 %). La répartition détaillée en 2018 est la suivante : 
terres arables (53 %), prairies (28,2 %), zones urbanisées (11,7 %), forêts (7,1 %). L'évolution de l'occupation des sols de la commune et de ses infrastructures peut être observée sur les différentes représentations cartographiques du territoire : la carte de Cassini (XVIIIe siècle), la carte d'état-major (1820-1866) et les cartes ou photos aériennes de l'IGN pour la période actuelle (1950 à aujourd'hui).

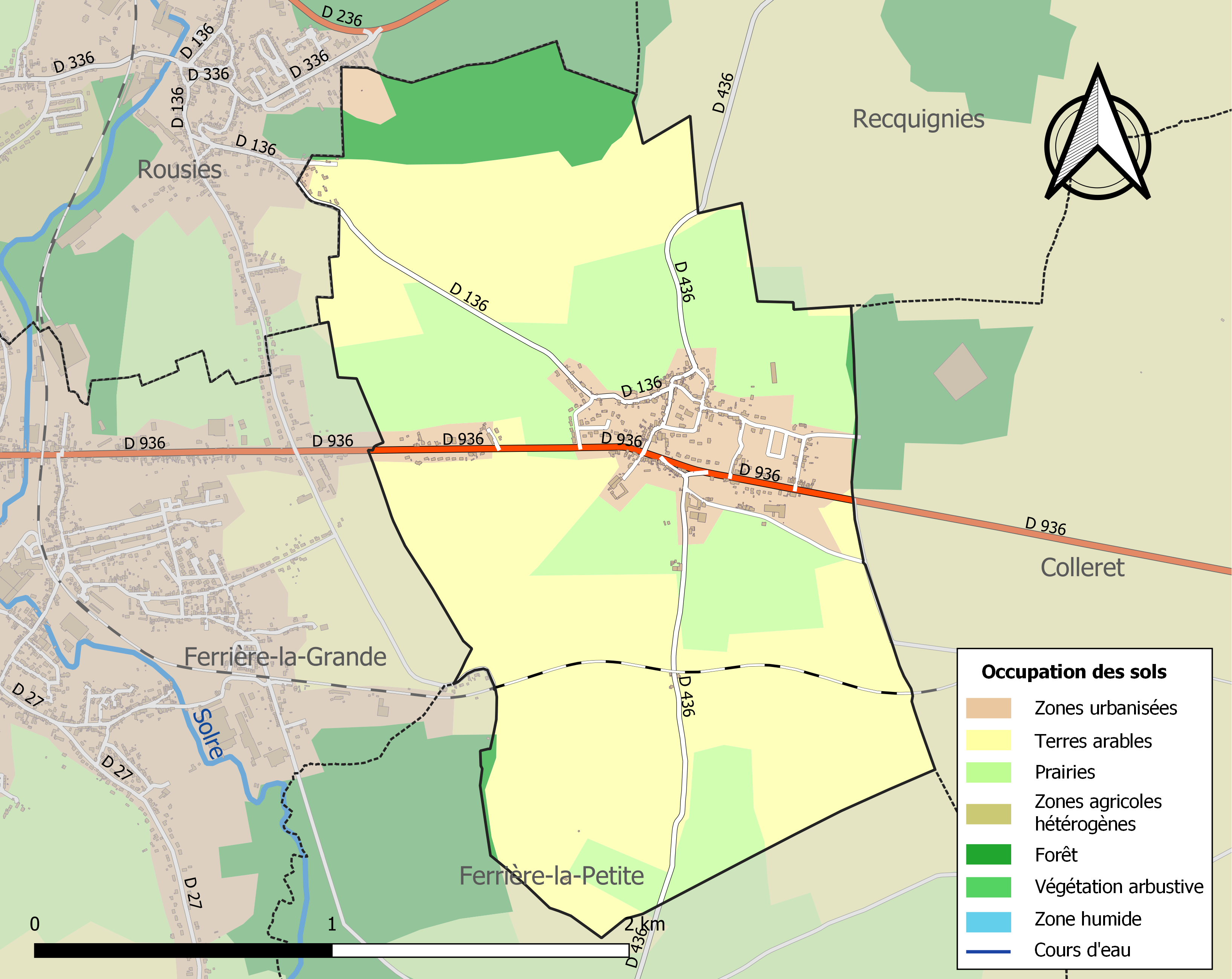
Carte des infrastructures et de l'occupation des sols de la commune en 2018 (CLC).

### Voies de communication et transports
La commune est desservie, en 2024, par le service de transport à la demande du réseau Stibus.

## Histoire
Les formes anciennes du nom Cerfontaine sont Serfontaine, Serrefontaine, Sierrefontaine. Serre en celtique signifie hauteur, ce qui fait de Cerfontaine source sur la hauteur.
Pendant la période de la féodalité, Cerfontaine était une terre dont les revenus appartenaient à l'évêché de Cambrai. Au XIVe siècle, Cerfontaine était la propriété des seigneurs qui en portaient le nom : Cerfontaine ou Sierrefontaine. Le château de Cerfontaine, dont il ne reste plus que la ferme, fut construit vers 1400. Il y a trace de plusieurs propriétaires consécutifs de Cerfontaine. 
En 1528, Nicolas de Boussois vendra le château par la suite à Jean de la Biche. Nicolas de la Biche fonde en 1614 un hospice pour pauvres, géré par le curé de la paroisse.
Au XVIIe siècle, le domaine passera en dot lors du mariage de Marie, unique héritière de Jean de la Biche, à Ernest I de Haynin du Cornet, et ensuite  à leur fils,  Ernest II de Haynin du Cornet (qui décède le 4/05/1706).
L'aînée de ses cinq filles, Thérèse Aldegonde, née le 19/031699 passe par dot le château à son époux le 19/05/1714, Jean-Baptiste de Maulde, qui décèdera le 29/04/1745. N'ayant à leur tour que trois filles, l'aînée l'apporte en dot lors de son mariage du 19/10/1745 à Joseph, vicomte et baron de Bergues-Saint-Winoc.
Celui-ci décédant sans enfant, c'est  Marie Cécile Agnès Joseph de Maulde, la sœur de Jean-Baptiste, qui en hérite. Sans enfant de sa première union (en 1751 avec Jean Emmanuel de Rambour, sgr de Gercy en Thiérache) le château passe en dot lors de son remariage le 19/02/1780 avec Charles François Joseph Baron van der Straten. Celui-ci étant au service de l'Autriche, membre de l'État Noble du duché de Luxembourg et comté de Chiny, il est élevé au titre de comte par le Roi de France et siège jusqu'en 1789 à titre de seigneur de Cerfontaine.
À sa mort le 13/07/1791, le château revient aux mêmes sœurs de Maulde (Marie-Aldegonde, Marie-Thérèse et Marie Cécile de Maulde) qui, à leur mort, le retransmettent aux enfants de leur benjamine (Marie Cécile) et de Charles van der Straten.
1814 : En 1814, pendant le siège de Maubeuge, les Prussiens avaient leur quartier-général à Cerfontaine. En 1815, ils y revenaient pour piller le village.
1878 : Après la défaite de 1870, le fort de Cerfontaine est construit. Destiné à défendre Maubeuge, la forteresse s'étend sur 10 hectares, fossés compris, avec des salles de chargement de cartouches, d'écuries, d'une forgeronnerie, d'atelier de préparation d'obus, de chambrées pour abriter les soldats, de poudrières.
1914 : Le fort de Cerfontaine jouera un petit rôle en 1914, quand Cerfontaine se trouve de nouveau confronté avec une armée allemande. Après le retrait des troupes françaises de la Belgique, survenu le 24 août 1914, les Allemands commencent la traversée de la Sambre et ils visent à l'est de Maubeuge d'abord le fort de Cerfontaine. Le fort est détruit en partie à la suite du bombardement du 29 août 1914. Celui-ci étant bien défendu, on se prend davantage au village voisin de Ferrière-la-Petite. Le 6 septembre, les Allemands prennent le village de Cerfontaine, qui sera occupé jusqu'à presque la fin de la guerre. Lors de la deuxième guerre mondiale, il a été aménagé d'un poste d'observation dans une tourelle, toujours en place.

## Politique et administration

### Liste des maires
Maire en 1802-1803 : Jean B. Buniau.
Maire en 1807-1808 : Huvenois'.

Maire en 1939 : Reboul.
| Période                                  | Période   | Identité       | Étiquette | Qualité |
| ---------------------------------------- | --------- | -------------- | --------- | ------- |
| 1946                                     | 1983      | Anthime Jager  | PCF       |         |
| mars 2001                                | mars 2014 | Jacky Sautier  | SE        |         |
| 2014                                     | En cours  | Fabrice Piette |           |         |
| Les données manquantes sont à compléter. |           |                |           |         |

## Population et société

### Démographie

#### Évolution démographique
L'évolution du nombre d'habitants est connue à travers les recensements de la population effectués dans la commune depuis 1793. Pour les communes de moins de 10 000 habitants, une enquête de recensement portant sur toute la population est réalisée tous les cinq ans, les populations de référence des années intermédiaires étant quant à elles estimées par interpolation ou extrapolation. Pour la commune, le premier recensement exhaustif entrant dans le cadre du nouveau dispositif a été réalisé en 2007.

En 2022, la commune comptait 667 habitants, en évolution de −0,3 % par rapport à 2016 (Nord : +0,51 %, France hors Mayotte : +2,11 %).
| 1793 | 1800 | 1806 | 1821 | 1831 | 1836 | 1841 | 1846 | 1851 |
| ---- | ---- | ---- | ---- | ---- | ---- | ---- | ---- | ---- |
| 108  | 146  | 187  | 214  | 280  | 300  | 339  | 376  | 402  |

| 1856 | 1861 | 1866 | 1872 | 1876 | 1881 | 1886 | 1891 | 1896 |
| ---- | ---- | ---- | ---- | ---- | ---- | ---- | ---- | ---- |
| 397  | 425  | 431  | 432  | 434  | 497  | 556  | 538  | 491  |

| 1901 | 1906 | 1911 | 1921 | 1926 | 1931 | 1936 | 1946 | 1954 |
| ---- | ---- | ---- | ---- | ---- | ---- | ---- | ---- | ---- |
| 558  | 762  | 739  | 545  | 522  | 506  | 510  | 532  | 559  |

| 1962 | 1968 | 1975 | 1982 | 1990 | 1999 | 2006 | 2007 | 2012 |
| ---- | ---- | ---- | ---- | ---- | ---- | ---- | ---- | ---- |
| 603  | 578  | 641  | 588  | 526  | 559  | 562  | 562  | 589  |

| 2017 | 2022 | - | - | - | - | - | - | - |
| ---- | ---- | - | - | - | - | - | - | - |
| 688  | 667  | - | - | - | - | - | - | - |

#### Pyramide des âges
La population de la commune est relativement jeune.
En 2018, le taux de personnes d'un âge inférieur à 30 ans s'élève à 34,5 %, soit en dessous de la moyenne départementale (39,5 %). À l'inverse, le taux de personnes d'âge supérieur à 60 ans est de 19,5 % la même année, alors qu'il est de 22,5 % au niveau départemental.
En 2018, la commune comptait 334 hommes pour 368 femmes, soit un taux de 52,42 % de femmes, légèrement supérieur au taux départemental (51,77 %).
Les pyramides des âges de la commune et du département s'établissent comme suit.
| Hommes | Classe d’âge | Femmes |
| ------ | ------------ | ------ |
| 0,3    | 90 ou +      | 0,3    |
| 7,1    | 75-89 ans    | 5,8    |
| 11,7   | 60-74 ans    | 13,9   |
| 26,0   | 45-59 ans    | 24,7   |
| 21,1   | 30-44 ans    | 20,2   |
| 16,2   | 15-29 ans    | 12,5   |
| 17,7   | 0-14 ans     | 22,6   |

| Hommes | Classe d’âge | Femmes |
| ------ | ------------ | ------ |
| 0,5    | 90 ou +      | 1,4    |
| 5,3    | 75-89 ans    | 8,1    |
| 14,8   | 60-74 ans    | 16,2   |
| 19,1   | 45-59 ans    | 18,4   |
| 19,5   | 30-44 ans    | 18,7   |
| 20,7   | 15-29 ans    | 19,1   |
| 20,2   | 0-14 ans     | 18     |

### Enseignement

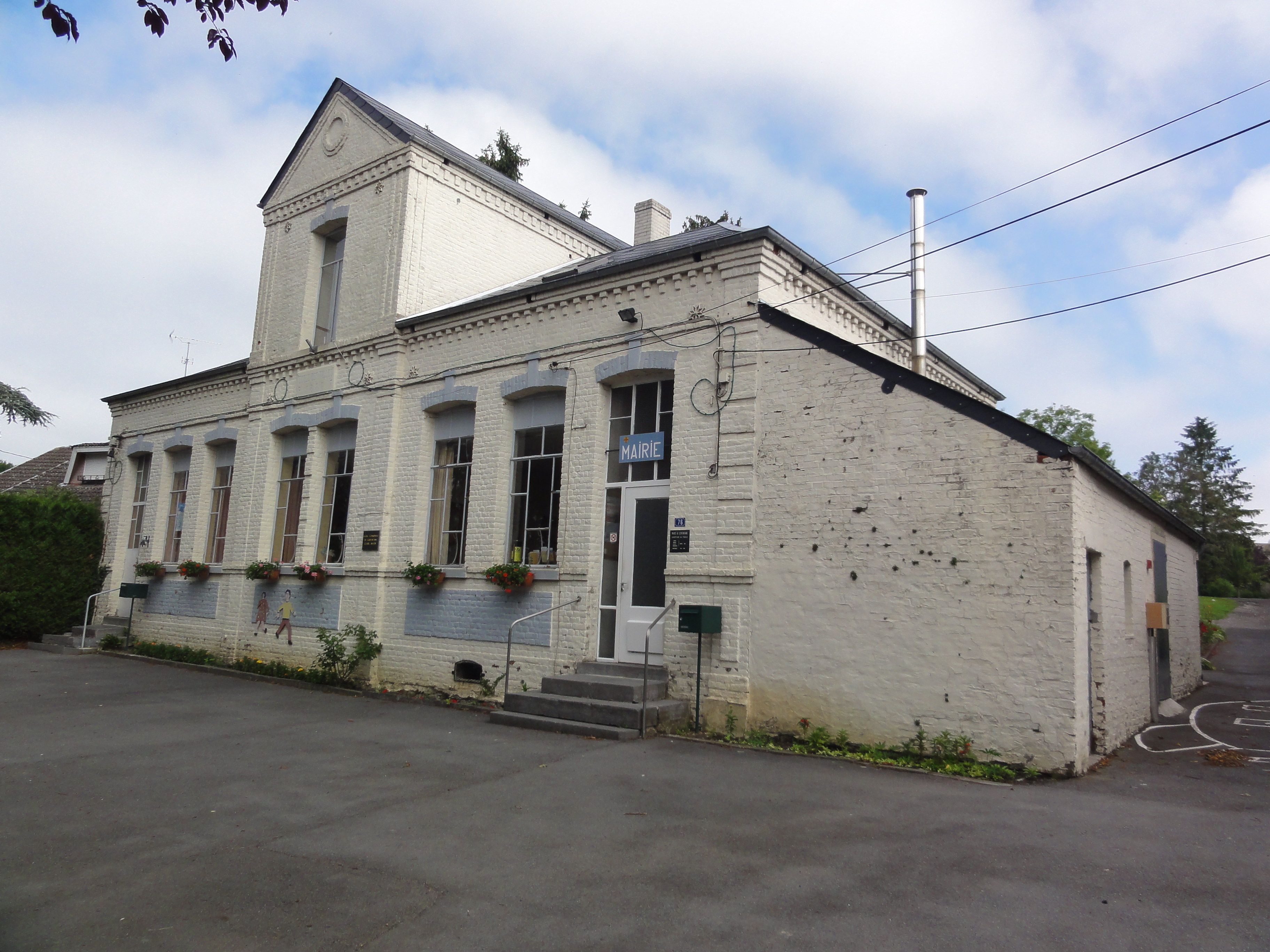
La mairie-école de Cerfontaine.

Cerfontaine fait partie de l'académie de Lille.

## Culture et patrimoine

### Lieux et monuments

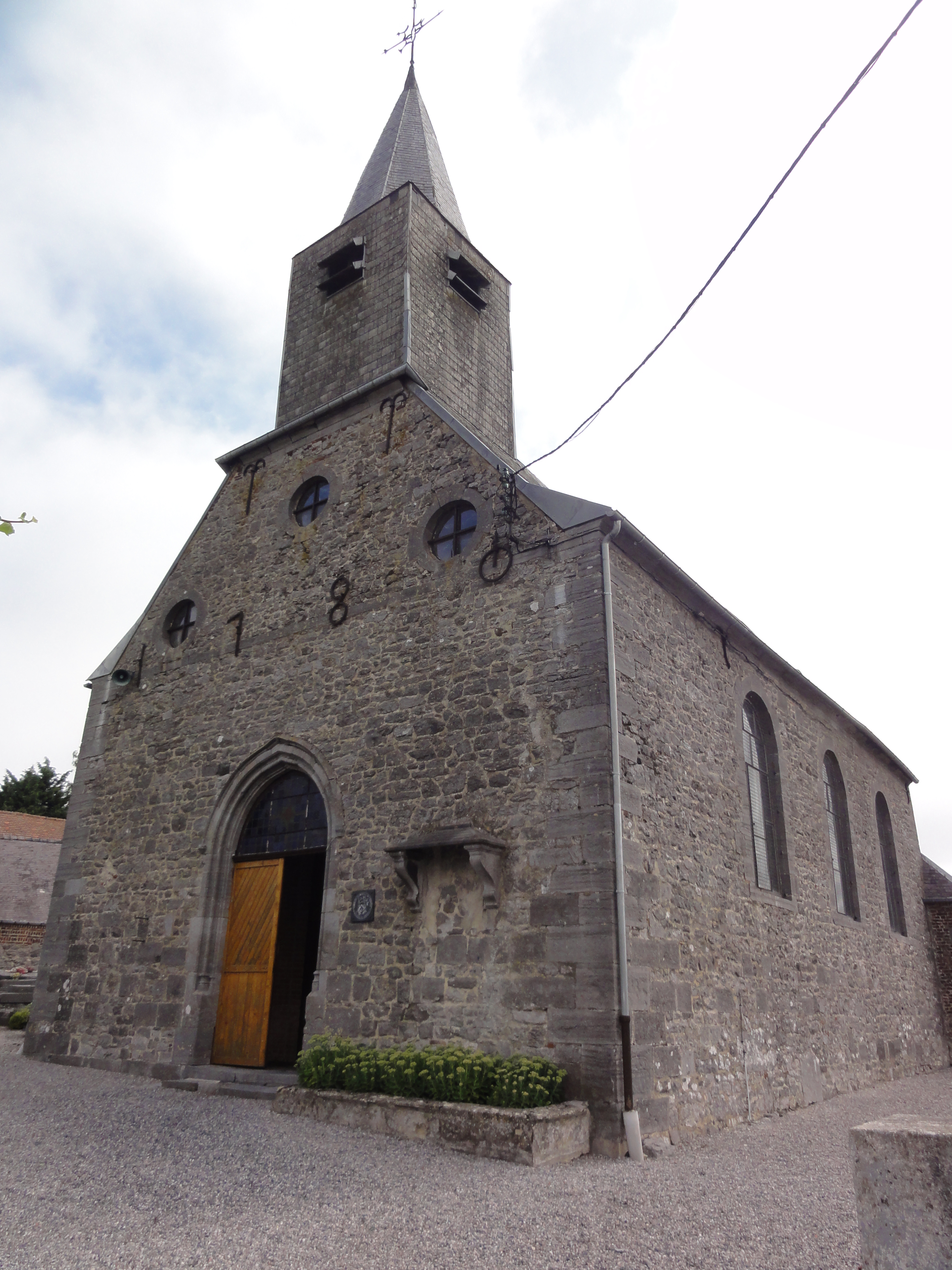
Église Saint-Pierre

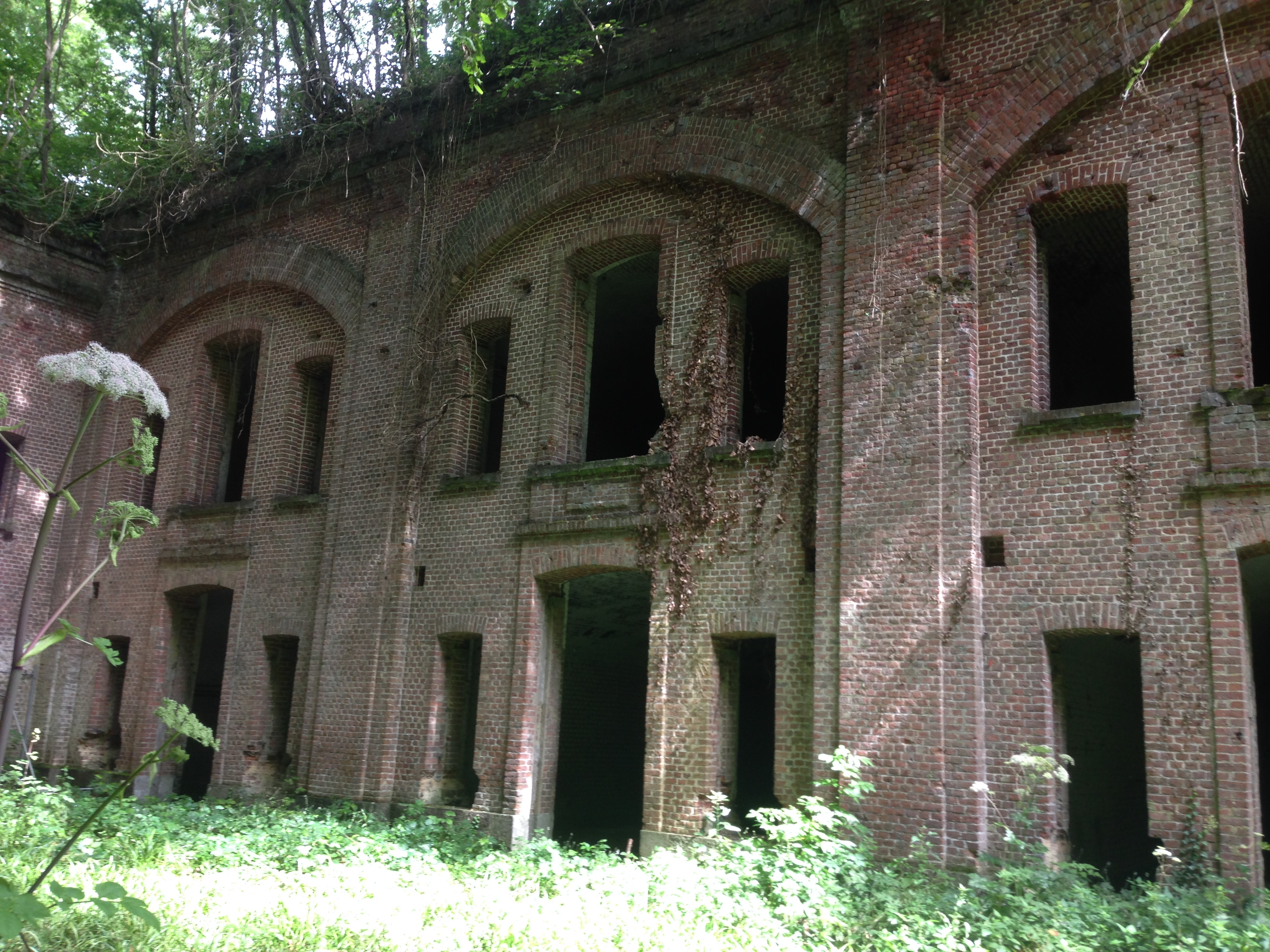
Fort de Cerfontaine

- Église Saint-Pierre, fin XVIIIe siècle.
- Dalle funéraire du XVIe siècle, classée monument historique à titre d'objet[27].
- La ferme du château avec son porche monumental.
- Le fort de Cerfontaine.

### Héraldique
|  | Les armes de Cerfontaine sont : « D'or à la croix engrêlée de gueules »[réf. nécessaire] |

## Pour approfondir